# Leptospermum myrsinoides
Leptospermum myrsinoides es una especie de arbusto perteneciente a la familia de las mirtáceas.

## Descripción
Es un arbusto que es endémica en el sudeste de Australia. Alcanza un tamaño de entre 1 y 2 metros de altura y tiene hojas estrechas que miden alrededor de 5 a 10 mm de largo y de 1 a 3 mm de ancho. Las flores, que son de color blanco o rosado, aparecen entre octubre y noviembre en el área de distribución natural de la especie.

## Taxonomía
Leptospermum myrsinoides fue descrita por Diederich Franz Leonhard von Schlechtendal y publicado en Linnaea 20: 653. 1847.
Etimología
Leptospermum: nombre genérico que viene del griego antiguo "leptos" y "sperma", que significa "semilla fina".
myrsinoides: epíteto compuesto que significa "similar a Myrsine.
Sinonimia
- Leptospermum myrsinoides var. angustifolium Miq.
- Leptospermum myrsinoides var. latifolium Miq.[4]